# Witold Banasikowski

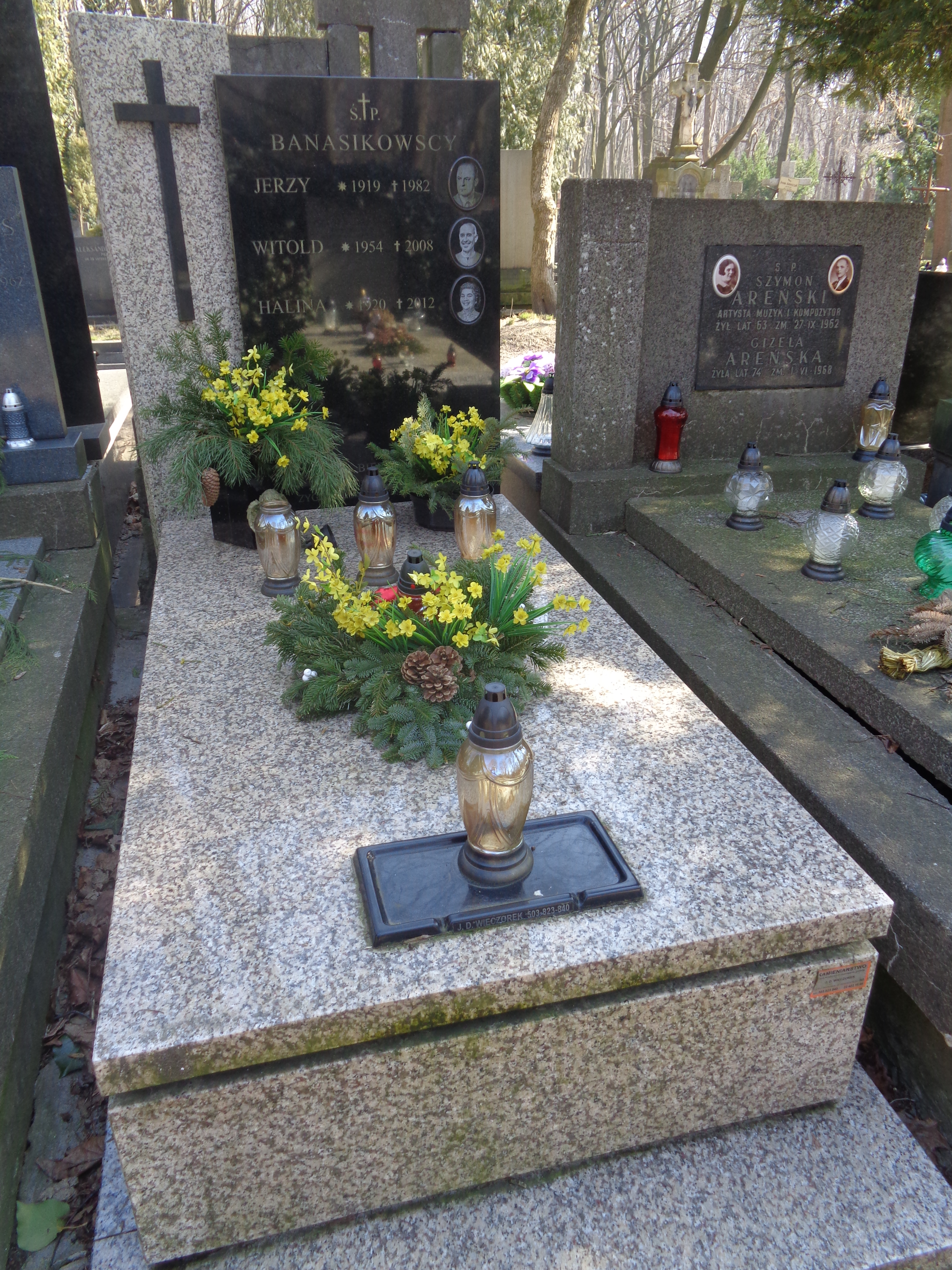
Nagrobek Witolda Banasikowskiego na Cmentarzu Powązkowskim

Witold Banasikowski (ur. 10 listopada 1954 w Warszawie, zm. 15 listopada 2008 w Zakopanem) – polski lekkoatleta biegający na 400 m przez płotki. 

## Życiorys
Podczas kariery zawodniczej startował - bez większych sukcesów - w barwach warszawskiego Orła. Po zakończeniu kariery pracował jako trener. W ostatnich latach zajmował się szkoleniem kadry narodowej. Wśród wyróżniających się podopiecznych trenera można wymienić m.in. Monikę Bejnar czy Annę Pacholak.
Zmarł nagle 15 listopada 2008 podczas obozu sportowego w Zakopanem. 24 listopada 2008 został pochowany na Starych Powązkach w Warszawie (kwatera 273-2-19).